# كورت نيلسن
كورت نيلسن (بالدنماركية: Kurt Nielsen)‏ مواليد 19 نوفمبر 1930 في كوبنهاغن - الوفاة 11 يونيو 2011، كان لاعب كرة مضرب دانمركي بدأ مسيرته كمحترف سنة 1960 وكان يلعب باليد اليمنى، اعتزل اللعب في 1966. كما أنه أحد أبطال الجراند سلام. أعلى تصنيف له في الفردي كان المركز الـ 7 في سنة 1953.

## النهائيات

### الفردي: 2 (0–2)
| الحصيلة | السنة | البطولة  | المنافس      | النتيجة       |
| ------- | ----- | -------- | ------------ | ------------- |
| الوصافة | 1953  | ويمبلدون | فيك سيكساس   | 7–9, 3–6, 4–6 |
| الوصافة | 1955  | ويمبلدون | توني ترابيرت | 3–6, 5–7, 1–6 |

### الزوجي المختلط: 2 (1–1)
| الحصيلة | السنة | البطولة                     | الشريك       | المنافس                        | النتيجة    |
| ------- | ----- | --------------------------- | ------------ | ------------------------------ | ---------- |
| الفوز   | 1957  | بطولة أمريكا المفتوحة للتنس | ألثيا جيبسون | دارلين هارد روبرت هاو          | 6–3, 9–7   |
| الوصافة | 1958  | ويمبلدون                    | ألثيا جيبسون | لورين كوغلان روبنسون روبرت هاو | 3–6, 11–13 |

## الخط الزمني للفردي
مفتاح
| ف | ن | ن.ن | ر.ن | د# | د.م | ل | أ.أ | ت | غ | ب | ف | ذ | م.خ | ل.ت |

(ف) فاز بالبطولة (ن) وصل النهائي (ن.ن) نصف النهائي (ر.ن) ربع النهائي (د#) الأدوار الأربعة الأولى (د.م) دور المجموعات (ل) شارك في كأس ديفيز (أ.أ) خرج من الأدوار الاولى (ت) خسر التصفيات التأهيلية (غ) غاب عن الحدث أو البطولة (ب) حصل على ميدالية برونزية (ف) حصل على ميدالية فضية (ذ) حصل على ميدالية ذهبية (م.خ) بطولة الماسترز خُفضت إلى مرتبة أقل (ل.ت) البطولة لم تعقد في السنة المعينة.
لتجنب الارتباك وازدواجية الحساب، يتم تحديث هذه المعلومات إما في نهاية البطولة، أو عندما تكون مشاركة اللاعب في البطولة قد انتهت.
| الدورة                    | 1948 | 1949 | 1950 | 1951 | 1952 | 1953 | 1954 | 1955 | 1956 | 1957 | 1958 | 1959 | 1960 | 1961             | 1962             | 1963             | 1964             | 1965             | 1966             | ف-خ   |
| ------------------------- | ---- | ---- | ---- | ---- | ---- | ---- | ---- | ---- | ---- | ---- | ---- | ---- | ---- | ---------------- | ---------------- | ---------------- | ---------------- | ---------------- | ---------------- | ----- |
| دورات الجراند سلام        |      |      |      |      |      |      |      |      |      |      |      |      |      |                  |                  |                  |                  |                  |                  |       |
| البطولة الأسترالية        | غ    | غ    | غ    | غ    | غ    | غ    | غ    | غ    | غ    | غ    | غ    | غ    | غ    | غ; لم تكن محترفة | غ; لم تكن محترفة | غ; لم تكن محترفة | غ; لم تكن محترفة | غ; لم تكن محترفة | غ; لم تكن محترفة | 0–0   |
| البطولة الفرنسية          | د3   | غ    | غ    | د1   | د41  | غ    | د2   | د41  | د4   | د4   | د1   | د4   | د1   | غ; لم تكن محترفة | غ; لم تكن محترفة | غ; لم تكن محترفة | غ; لم تكن محترفة | غ; لم تكن محترفة | غ; لم تكن محترفة | 16–10 |
| بطولة ويمبلدون            | د2   | غ    | د1   | د3   | د3   | ن    | د4   | ن    | د3   | د3   | ن.ن  | د2   | د3   | غ; لم تكن محترفة | غ; لم تكن محترفة | غ; لم تكن محترفة | غ; لم تكن محترفة | غ; لم تكن محترفة | غ; لم تكن محترفة | 31–12 |
| البطولة الوطنية الأمريكية | غ    | غ    | غ    | غ    | د3   | ر.ن  | غ    | د3   | غ    | د4   | د1   | غ    | غ    | غ; لم تكن محترفة | غ; لم تكن محترفة | غ; لم تكن محترفة | غ; لم تكن محترفة | غ; لم تكن محترفة | غ; لم تكن محترفة | 11–5  |
| فوز-خسارة                 | 3–2  | 0–0  | 0–1  | 2–2  | 6–3  | 10–2 | 4–2  | 10–3 | 5–2  | 7–3  | 5–3  | 4–2  | 2–2  | 0–0              | 0–0              | 0–0              | 0–0              | 0–0              | 0–0              | 58–27 |

## روابط خارجية
- كورت نيلسن على موقع رابطة محترفي التنس (الإنجليزية)
- كورت نيلسن على موقع الاتحاد الدولي لكرة المضرب (الإنجليزية)
- كورت نيلسن على موقع كأس ديفيز (الإنجليزية)
- كورت نيلسن على موقع خلاصة التنس.كوم (الإنجليزية)